# Maslenica hadművelet
A Maslenica hadművelet (horvátul: Operacija Gusar) a horvát hadsereg 1993 januárjában indított offenzívája volt abból a célból, hogy visszafoglalják a krajnai szerb erőktől Észak-Dalmáciában és Likában található területeket, és azzal a katonai céllal, hogy visszaszorítsák a szerbeket Zára, Maslenica és Karlobag közeléből, biztonságos szárazföldi útvonalat biztosítva Dalmácia és Észak-Horvátország között. Míg a horvát taktikai siker kétségtelen volt (a frontvonalak a horvátok javára tolódnak el, a szerb katonai veszteségek pedig messze meghaladták a horvátokét), a hadművelet csak mérsékelt stratégiai sikert hozott, és azt az ENSZ Biztonsági Tanácsa elítélte.
A katonai akciót az 1993. január 6. és 27. közötti időszakban készítették elő és hajtották végre, a tényleges harcok pedig 1993. január 22-én reggel 6 órakor kezdődtek. A hadművelet során horvát katonák és rendőrök visszafoglalták Zára hátországát, a Maslenica-szorost és a Zemunik repülőteret, majd ezt követően felszabadult a perućai gát is, amelyet a felkelő szerbek megpróbáltak felrobbantani, és amelyet a tervezett robbantás miatt nem romboltak le.
A horvát erők előrenyomulása az első napokban szétszórta a szerb fegységeket, amelyeket aztán szerb önkéntesek segítségével konszolidáltak, a szerbek ellentámadása azonban nem tudta visszaszorítani a horvát erőket Zára felé. A Boszniából és Szerbiából érkezett önkéntesek, akik azonnal heves harcokba keveredtek a horvát fegyveres erőkkel, már tíz nap után tömegesen dezertáltak.

## Előzmények
1991. szeptember elején, a horvátországi háború kezdeti szakaszában a Jugoszláv Néphadsereg (JNA) knini hadtestének Ratko Mladić ezredes parancsnoksága alatt álló egységei támogatásával a krajina szerb milícia támadó hadműveleteket hajtott végre a horvát kormány ellenőrzése alatt álló északnyugat-dalmáciai területek ellen. Az erőteljes ellenállás ellenére a születőben lévő Horvát Hadsereg, tapasztalatlan és gyengén felfegyverzett egységei, a rendőrök és a helyi milíciák megadták magukat a túlerőnek, és fel kellett adniuk pozíciójukat, beleértve a stratégiailag fontos Maslenica területét, és vele együtt a Dalmáciát a többi országrésszel összekötő kulcsfontosságú hidat.
A harcok a következő hónapokban is folytatódtak, amelyek során a JNA-nak és a krajnai szerbeknek sikerült fokozatosan kiterjeszteni az ellenőrzésük alatt álló területeket, és még Zára városközpontját is fenyegették. A Maslenica hidat novemberben a szerb erők felrobbantották.
1992 januárjában a szarajevói megállapodás és az ENSZ Védelmi Erőinek (UNPROFOR) érkezése megszilárdította az arcvonalakat a horvát kormány irányítása alatt álló terület és a Krajinai Szerb Köztársaság (RSK) határán. Bár ez több hónapos viszonylagos békét biztosított a horvát irányítású Dalmácia polgárai számára, a helyzet hosszú távon tarthatatlannak bizonyult, mert a régió elszakadt az ország többi részétől, annak ellenére, hogy névlegesen volt szárazföldi kapcsolata. A Bosznián, Likán és Dalmácián áthaladó szokásos szárazföldi útvonalakat Horvátországban és Bosznia-Hercegovinaban egyaránt a szerbek ellenőrizték. Ez arra kényszerítette a közlekedőket, a kereskedelmet, és a kompjáratokat, hogy a Pag-szigetet és Dalmácia szárazföldi részét összekötő Pag-hidat vegye igénybe, amelyeket gyakran érintett a rossz időjárás. A Pag-hidat 1991-ben a JNA légiereje is megrongálta, ami kétségbe vonta hosszú távú használatát. Továbbá a szerb hadsereg a Sinj melletti Peruća-vízerőmű gátját is ellenőrizte, és annak megsemmisítésével fenyegetőzött, ami elönthette volna a Cetina völgyét, így Dalmácia áram nélkül maradt volna.
Az a tény, hogy Dalmáciát elszakították Horvátország többi részétől, hatással volt a horvát belpolitikára is. A szarajevói fegyverszünet óta Franjo Tuđman kormányát folyamatosan bírálták amiatt, hogy a közvetlen katonai akciók helyett látszólag hatástalan diplomáciát alkalmazott az ország többi részének felszabadítására.

## A szembenálló erők
Az akciót Janko Bobetko, Ante Gotovina, Ante Roso, Mirko Norac és Mladen Markač tábornokok tervezték és hajtották végre. A Maslenica hadművelet végrehajtásában a fegyveres erők akkor Splitben állomásozó valamennyi ága részt vett, köztük a legjelentősebbek a 4. gárdadandár egységei, a 112., 113., és 126. dandár, a 7. gyalogezred, a 40. utász-zászlóalj, a 72. gyalogzászlóalj, a katonai rendőrség (MUP) különleges egységei, a 9., a 3., a 2., és az 1. gárdadandár, a vezérkari egységek egyes részei, a Spliti Elektronikus Központ, a Horvát Haditengerészet szárazföldi és haditengerészeti erői és a Horvát Légierő helikopter százada.
A másik oldalt a Mile Novaković vezette Krajinai Szerb Hadsereg (SVK) 7. hadteste, (parancsnoka Milan Đilas), a 4. könnyű dandár (parancsnoka Jovan Dopuđ), a 75. gépesített dandár, (parancsnoka Dragan Harambašić), az 1. „ad hoc” hadműveleti csoport" (parancsnoka Dragan Tanjga) és a 92. gépesített dandár (parancsnoka Momčilo Bogunović, aki 1993. február 1-jén elesett) alkotta, akik észrevették a horvát erők csoportosulását, de nem sikerült időben megszervezniük a védelmet, amely megakadályozta volna a horvát fegyveres erők előrenyomulását. A hadjárat elején mindkét oldalról megközelítőleg 3500 katona vett részt a harcokban. A szerb erők új erők bevonásával növelték létszámukat, míg a horvát fél a frontvonalon elfáradt egységeket váltotta fel és új erőket vont be a harcba.
A Maslenica hadművelet végrehajtása előtti időben Horvátország számos tárgyalással igyekezett a konfliktus tárgyalásos rendezését ösztönözni, megállapodásokat és tűzszüneteket kötött a lázadó szerbekkel; a teljes államterület feletti szuverenitást megteremteni kívánó Horvátország és a Szerbiához csatlakozni akaró szerbek közötti megállapodások azonban nyilvánvaló okokból sikertelenek voltak. A szerb lázadók tovább gyilkolták, zaklatták és űzték ki a zárai hátországból megmaradt horvátokat, kifosztották őket és felgyújtották házaikat. Ebben nem gátolta meg őket még a nyolc hónappal korábban érkezett nemzetközi UNPROFOR erők jelenléte sem, amelyek azért érkeztek, hogy az ún. Vance-terv által védett biztonsági (UNPA) zónákban maradt horvátok számára biztosítsák a tűzszünetet, és a száműzöttek visszatérését otthonaikba olyan területeken, amelyek nem álltak a horvát hatóságok ellenőrzése alatt, illetve az ún. rózsaszín zónákban a horvát hatóságok felügyelete alatt.

## A hadművelet lefolyása

### A kezdeti szakasz
Közvetlenül a tényleges hadművelet megkezdése előtt a „SAO Krajina” megerősítette észak-dalmáciai katonai erőit, minden állásához lőszert és üzemanyagot szállított, illetve részleges mozgósítást hajtott végre, minden vonatkozásban jelentősen megerősítve személyi állományát. Két hónappal korábban a horvátországi és boszniai szerbek aláírták a Boszniai Szerb Köztársaság és a Krajinai Szerb Köztársaság egyesítése érdekében tett együttműködésről szóló prijedori nyilatkozatot, amely szerint a teljes egyesülés felé vezető úton vám- és monetáris uniót és közös állampolgárságot hoznak létre.
Látva, hogy a megállapodás érvényben maradt, és hogy a felkelő szerbek mindent megtesznek az ENSZ Biztonsági Tanácsa határozatának megsértése és a horvát terület egy részének elszakítása érdekében, és felmérve az UNPROFOR erők tehetetlenséget, valamint hatékonyságának hiányát, a Franjo Tuđman vezette horvát állami vezetés 1993. január elején határozatot hozott egy korlátozott hatókörű és célú akció végrehajtásáról azzal a céllal, hogy az elszigeteltség miatt minden tekintetben szenvedő Észak- és Dél-Horvátország közúti összeköttetését újra összekapcsolják.
A szarajevói fegyverszünet előtti időszakhoz viszonyítva a HV erőit ekkor jelentős mértékben leépítették; egyes tartalékdandárokat könnyű gyalogsági ezredekké alakították át (a Horvát Hadsereget 1991 decemberében hozták létre), a fő manőverező erők pedig a hivatásos dandárokból álltak, amelyeket egyre jobban felszereltek nehézfegyverzettel. A fegyveres erők feladata az volt, hogy Zára hátországát és magát Zára városát mentsék fel a közvetlen ellenséges támadásoktól, és az ellenséget szorítsák vissza a horvát tengerpartról. További cél volt a Gračac - Obrovac és a Benkovac - Knin főútvonalak felszabadítása, valamint a Zára – Maslenica – Karlobag közötti kommunikáció helyreállítása annak érdekében, hogy újra összekapcsolja Horvátország északi és déli részét. Ezen kívül fel kellett szabadítani a zárai repülőteret, és el kellett foglalni a Velebit kulcsfontosságú létesítményeit, amelyek a hatékony védekezés és a további támadó akciók támogatásának célját szolgálták.
A Maslenica hadművelet előkészítésére és végrehajtására vonatkozó feladat kézhezvétele után a horvát fegyveres erők vezérkarának főnöke, Janko Bobetko tábornok személyesen járta be a HV egységeinek és főhadiszállásainak egy részét megszemlélve, hogy a Velebit területén hol telepítette a különleges rendőri erőket (MUP) Horvát Köztársaság Belügyminisztériuma. Parancsot adott, hogy tegyenek intézkedéseket a csapatok létszámának feltöltésére, az ellenség ellenőrzése alatt álló terület felderítésére, felkészülésre és átcsoportosításra, valamint más frontokról érkező erők egy részének Zára területére történő áthozatalára. Az ellenséges vonalak áttörésének fő feladata a Mirko Šundov parancsnoksága alatt álló 4. gárdadandáré volt, amely akkoriban Dubrovnik tágabb körzetében végzett összetett és fáradságos feladatokat.
Az egész akciót teljes titokban készítettek elő, ennek érdekében közvetlenül a támadás előtt Zára környékén minden telefont kikapcsoltak. Ezért a katonai rendőrség támadása váratlanul érte és teljesen meglepte az ellenséget. A támadás a 4. gárdadandár arcvonalán 1993. január 22-én 6 óra 15 perckor erős tüzérségi előkészítéssel kezdődött,  majd 7:05-kor a harctér teljes hosszában intenzív tüzérségi előkészítés indult a szerb erők irányában, mely mintegy 10 percig tartott.

### A hadművelet fő szakasza
A HV egységek egyszerre több irányban támadtak, az ellenséges erőket Zemunik felé, a Zára-Maslenica út mentén Benkovac felé, illetve a part mentén Rovanjska felé és tovább Obrovac felé és a Velebit domináns magaslatai felé szorítva vissza. A HV elfoglalta Gradint, azt az erős ellenséges erődöt, ahonnan továbbnyomult Paljuv és Buterina falvak felé. Az első nap során az ellenség rövid időre összevonta erőit, és Podgradina faluban védőállásokat hozott létre, egyúttal megpróbálva ellentámadást végrehajtani.
Az első napon (január 22-én) felszabadult Rovanjska, Maslenica, Novsko ždrilo, Podgradina, Islam Latinski, Islam Grčki és Kašić, a következő napokon Babindub, a zárai repülőtér, Crno, Murvica, Smoković, Paljuv, Škabrnja egyes részei és Podgradina. Stratégiailag rendkívül fontos volt a Velebiten fekvő Velika és Mala Bobija, a Tulove grede magaslat és Mali Alan tágabb körzetének bevétele, ahonnan a horvát erők tovább támadhatták Obrovacot és Gračacot.
A szerbek megpróbálták megakadályozni a soraikban kitört pánikot, ezért a knini rádión keresztül megyugtató üzeneteket sugároztak, majd csatadalokat és háborús indulókat közvetítettek. A knin rádióállomás az elszenvedett kudarcok miatt a hadművelet második napján, január 23-án már nem tudta leplezni a rossz híreket, és a pánikot próbálva mérsékelni Milan Martić kijelentette: „Azért fordulok a krajnai szerb nép tudatához és lelkiismeretéhez, hogy többé ne legyen kitéve az usztasa propagandának, mert nem szabad megismétlődnie a minapi helyzetnek, amikor 10 000 ember menekült el Krajinából.”
A következő három napban (január 23-án, 24-én és 25-én) folytatódtak a további támadások, amelyek során Novigrad, Donji Kašić, Maslenica, Smoković és Reljići falvak felszabadultak, illetve Velebiten a horvát fegyveres erők a Sveti Rok – Mali Alan – Tulove grede – Mala Bobija vonalon törtek át. Január 25-én a HV egységek a délutáni órákban átvették az ellenőrzést Škabrnja falu és az erős ellenséges erőd, Ražavljeva glava felett. A következő két napban az ellenség erős tüzérséggel és rakétatűzzel intenzíven támadott, így a horvát erők veszteségeket szenvedtek, és a különösen kitett pozíciókból kénytelenek voltak visszavonulni, és védekezést megszervezni az Ambar - Škabrnja - Ivkovići vonalon.
1993. január 24-én a frontvonalon álló szerb erők szétszóródtak, és a frontvonal egy részén „pánikszerű menekülésben kezdtek visszavonulni” (idézet egy szerb jelentésből); a teljes polgári lakosság is elmenekült Obrovac környékéről. 
A hadművelet területére vezényelt horvát és szerb erők létszáma a hadművelet kezdetén megközelítőleg egyenlő - mindkét oldalon körülbelül 3500 katona volt. Míg a horvát oldalon a legjobb gárdaalakulatok álltak, a következő napokban a szerb erők létszáma az SVK irányítása alá tartozó más területekről érkezett felkészültebb egységekkel – de Szerbiából és Bosznia-Hercegovinából is érkeztek jelentős egységek – mintegy 8000 főre emelkedett. A szerb erők ilyen erőfölényre támaszkodva kiterjedt ellentámadást hajtottak végre, amelyre a horvátok az elmúlt napokban a legnehezebb feladatokat ellátó egységek pótlására friss erők bevonásával válaszoltak. Az új erők egy részét 3. bródi gépesített „Kune” gárdadandár képezte, amely a Kašić ellen indított legsúlyosabb szerb ellentámadást felfogta.  Miután a Kašić melletti kétnapos szerb ellentámadást mindkét oldalon komoly veszteségekkel visszaverték, a szerb erők megpróbálták elfoglalni Novigradot és így ismét kitörni a tenger felé, ezzel ismét elvágva a szárazföldi kapcsolat Dalmácia és Horvátország többi része között. A Novigradért vívott ismételt csatákban a horvát fél szenvedte el a legnagyobb veszteségeket – több mint 70-en haltak meg.
A támadásokkal a hadművelet fő célkitűzései már 72 óra elteltével megvalósultak, de a nemzetközi közösség nyomására és szankciókkal való fenyegetőzés miatt január 25-én, Obrovac és Benkovac közelében leállították a horvát fegyveres erők előrenyomulását. A szerb erők ezt kihasználva összeszedték magukat, és erősítést bevonva ellentámadást hajtottak végre. Ezt friss erők bevonásával érték el, melyek egy részét helikopterrel szállították át Szlavóniából  és közvetlenül vetették be a csatába. Az intenzív harc az elért állásokért és a front stabilizálásáért még 2-3 napig tartott.
Különösen nehéz volt a helyzete a velebiti különleges rendőrség tagjainak, akik kedvezőtlen éghajlati és terepviszonyok között, extrém hidegben, hóval és jéggel borított lejtőkön hajtottak végre támadó hadműveleteket, és mindezt hideg téli szél is kísérte. Emiatt az egység tagjainak már az első napokban három halott tagja volt.
A horvát erőknek heves harcok során sikerült elfoglalniuk, majd megtartaniuk a tervben meghatározott területeket. A szerb erőket kiverték Zára hátországából és Rovanjskából, elfoglalták a zemuniki repülőteret, megnyitották a Zára - Maslenica utat, majd 1993. január 27-én elfoglalták a Velebiten az Obrovac és Gračac között emelkedő Tulove grede magaslatot. 
1993. január 28-án 10 óra 48 perckor a szerbek felrobbantották a Peruča-gátnál korábban elhelyezett 30 tonna robbanóanyagot, azzal a nyilvánvaló szándékkal, hogy árvizet okozzanak a Cetina völgyében. A robbanás súlyos károkat okozott, de végül nem sikerült a gátat lerombolni. Mint utólag kiderült a katasztrófát egy UNPROFOR tiszt, Mark Nicholas Gray, a brit királyi tengerészgyalogság őrnagya akadályozta meg azzal, hogy a robbanás előtt megnövelte a kifolyó csatornát, és négy méterrel csökkentette a tó vízszintjét. Ez megakadályozta a gát teljes összeomlását, és a mérnökök gyorsan meg tudták őrizni a gát épségét. Ezt követően a horvát erők beavatkoztak, és visszaszerezték a gátat és a környéket.
A horvát hadsereg által a Maslenica hadművelet során elfoglalt helyek közül a szerb erőknek két hónap után csak Škabrnját sikerült visszafoglalniuk.

### A szerb ellentámadás
Négy nappal a támadás kezdete után az ENSZ Biztonsági Tanácsa elfogadta 802. számú határozatát, amely azt követelte, hogy a horvát hadsereg és rendőrség hagyja abba a hadműveletet, és hagyja el a felszabadított területet. Ezt követte az akció leállítására és az elért vonalon aktív védelem kialakítására vonatkozó parancs, de a felszabadított területről a horvátok nem vonultak vissza, mert az akció célja Horvátország északi és déli részének összekapcsolása, az ellenség Zára közvetlen közeléből való eltávolítása volt. A harcok során a nemzetközi közösség egy része, különösen Nagy-Britannia és Oroszország diplomáciai offenzívát hajtott végre Horvátország ellen. Franciaország – amelynek katonái az UNPROFOR részeként a Maslenica hadművelet által érintett területen tartózkodtak, és közülük ketten meghaltak – repülőgép-anyahajót küldött az Adriai-tengerre. Külföldi nyomásra a horvát fegyveres erők Obrovac és Benkovac közelében – a védelem szempontjából nem éppen optimális helyen – leállították előrenyomulásukat, amit a helyi szerbek és szerb félkatonai egységek erősítésre és „Čelik” hadművelet néven ellentámadásra használtak fel. 
A horvát fél a kockázatos helyzetre úgy reagált, hogy a más harcterekre vezényelt legjobb egységeiből küldött erősítést; például a már 1993. január 23-án az ad hoc megalakult, több mint 600 katonai rendőrből álló ún. „Katonai Rendőrség Harci Zászlóalja” soraiból, akik a frontot Zemunik térségében stabilizálták.
A szerb erők jelentős segítséget kaptak Szerbiától, nagy részben a Željko Ražnatović-Arkan által irányított félkatonai egységek (Arkanovok) tagjaiból.A jugoszláv hadsereg által nyújtott segítség kulcsszerepet játszott ezen egységek felfegyverzésében; amely tiszteket is biztosított a horvátországi lázadó szerb egységek irányításához, valamint technikai személyzetet a katonai erőkkel való munkához; az alsóbb törzsek, megkerülve az SVK parancsnokságát időnként közvetlenül kommunikáltak a Jugoszláv Hadsereg belgrádi parancsnokságával. A Ratko Mladić tábornok parancsnoksága alatt álló, helyi szerb egységekből, az Arkanovokból, valamint szerb és bosznia-hercegovinai szerb katonai egységek egy részéből álló szerb erők ellentámadását a 2. és 3. gárdadandár egy részének helikopteres partraszállása verte vissza. A Horvát Hadsereg ezután új támadást indított, de azt az ENSZ Biztonsági Tanácsában Oroszország javaslatára megvitatott nemzetközi szankciókkal való fenyegetés miatt Franjo Tuđman elnök leállította. Mivel a szerb erők nem szorultak vissza, újra csoportosultak, és új támadást hajtottak végre azzal a céllal, hogy visszaszerezzék a Novigrad feletti ellenőrzést, ami Novski Ždril közelében juttatta volna ki őket a tengerhez, ahol a horvátok a Dalmácia és Horvátország többi része között közúti összeköttetést lehetővé tevő pontonhidat kezdtek építeni. A Novigrad védelméért folyó heves harcokban a 2. „Gromovi” gárdadandár 5 tagja és a „Vanga” tengerészgyalogos egység 9 tagja halt meg.
A hadművelet további menetében a legnagyobb terhet – miután felmentették a fő hadműveleti vonalon Kašić mellett álló 4. gárdadandárt, amelyet az ellenséges vonalak áttörése után rövid pihenőre visszavontak – a bródi 3. gépesített gárdadandár horvát védői viselték, amely Donji Kasićnál mindössze egy éjszaka alatt (február 1-2.) visszaverte annak a harccsoportnak az elszánt támadását, amelyet a szerb fél a rendelkezésére álló legjobb egységeiből állított össze. A harcban a dandár 3. „Kobra” zászlóaljának 23 katonája esett el. Donji Kašićot azért kellett megvédeni, mert a település Zára védelmének kulcsfontosságú pontja volt, és soha nem kerülhetett a szerbek kezébe. Annak ellenére, hogy több mint 50 ember meghalt vagy megsebesült, a bródi gárdisták maguk kérték, hogy maradhassanak a helyükön Kašićban, ahol súlyos csatákat vívtak. Amint azt a védők kiszámolták, a szembenálló erők 19 harckocsival támogatott, mintegy 1000 szerb gyalogosból álltak, akik ismételten hosszan tartó és határozott támadást hajtottak végre Kašić elfoglalása céljából. A horvát védők ismét visszaverték a támadást, komoly veszteségeket okozva a szerb erőknek.
A Maslenica hadművelet során a horvát és a szerb fél egyaránt mozgósította minden erejét a frontvonal teljes területén, de a frontvonalon kialakult feszült helyzet ellenére – kivéve azt az akciót, amelyben a horvátok átvették az ellenőrzést a Peruča-gát felett – a konfliktus nem terjedt túl Zára vidékén.

## Következmények
A Maslenica hadművelet végrehajtása után a HV alakulataira nagyon megterhelő feladat hárult. Meg kellett védeni az elért arcvonalat, amely naponta erős fegyveres provokációknak és ellentámadásoknak volt kitéve. A szerb erők által 1993. február elején elszenvedett vereségek megtorlásaként erőszakos tüzérségi támadásokat hajtottak végre Zára hátországában található HV-egységek és települések ellen. Február 2-án sikertelenül próbáltak ellentámadást végrehajtani. A város elpusztításának szándékával robbanóanyaggal teli vasúti vagont küldtek Zára felé, amely szerencsére a Debeljaknál lévő alagút előtt robbant fel. Február közepére az SVK létszáma elérte a maximumot, összesen 71 409 főt, melyből csak a dalmát hadtest létszáma közel 28 000 főt tett ki. 1993 májusáig gyakoriak voltak az erős ellenséges ellentámadások. A szerb erők tevékenységének fókusza, a horvát pontonhíd építésének és használatának megakadályozása céljából Novski Ždril környékén volt. A horvát erők sikeresen vették célba azokat a tüzérségi állásokat, ahonnan a szerb erők a pontonhidat célozták meg, lehetetlenné téve a pontos lövést, melyet így is 36-szor találtak el közvetlenül. A pontonhidat 1993. július végén helyezték forgalomba, így ismét szárazföldi úton kötve össze Észak- és Dél-Horvátországot, majd a csatatéren kialakult helyzet enyhülése után a hidat a közúti forgalom számára is megnyitották. A pontonhíd az új Maslenica híd megépítéséig látta el feladatát, amely 1997-ben készült el teljesen.

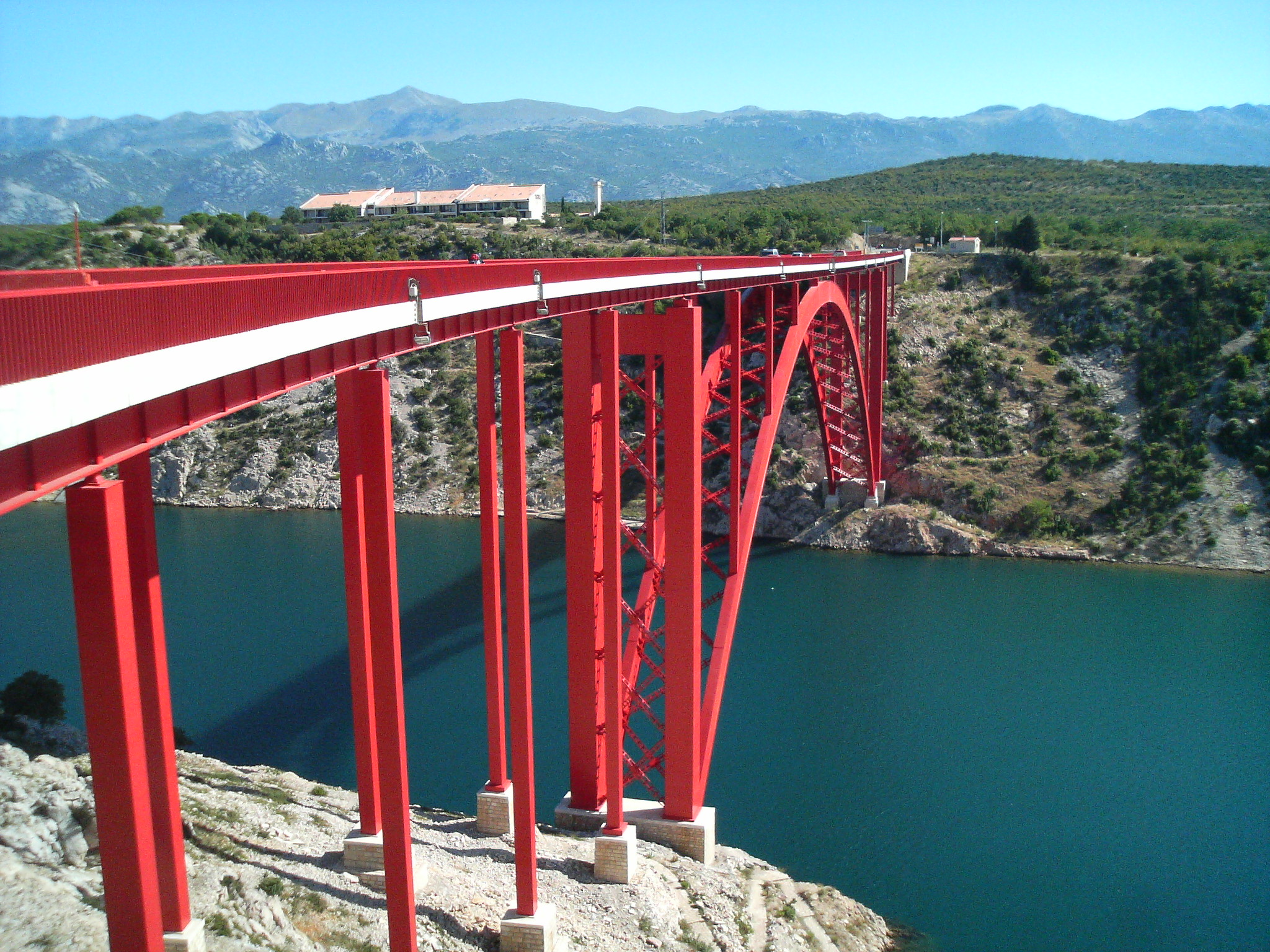
Az 1997-ben elkészült Maslenica híd

Annak ellenére, hogy Horvátország ezen akciójával megszegte az ENSZ részvételével megkötött fegyverszünetet (és a hadműveletben során az ágyúzásban az UNPROFOR két francia katonája életét vesztette, három pedig megsebesült) az országot egyáltalán nem sújtották nemzetközi szankciókkal (még akkor sem, ha egyes országok, mint Nagy-Britannia és Oroszország diplomáciája az első órában nagyon negatívan reagált az eseményekre),  mely tény biztatást jelentett a horvát félnek, a szerb félnek pedig aggodalomra adott okot. A hadművelet kimenetele csattanós választ adott azoknak, akik mélységes kétségeiket fejezték ki a horvát fegyveres erők képzettségével és erejével kapcsolatban. A Maslenica hadművelet után az egész nemzetközi közvélemény meg volt győződve arról, hogy Horvátország és fegyveres erői teljes mértékben készen állnak egy teljesen szabad és független horvát állam megvalósítására. A hadművelet egy sor olyan tapasztalatot is hozott a győztes HV-nek, amelyek nagyban segítették a csapatok további megerősítésében, szervezésében, fejlesztésében és felhasználásában, aminek eredménye meglátszott a későbbi hadműveletekben, amelyekben végül minden horvát terület felszabadult.

## Fordítás
Ez a szócikk részben vagy egészben  az   Operacija Gusar című horvát Wikipédia-szócikk ezen változatának fordításán alapul.  Az eredeti cikk szerkesztőit annak laptörténete sorolja fel. Ez a jelzés csupán a megfogalmazás eredetét és a szerzői jogokat jelzi, nem szolgál a cikkben szereplő információk forrásmegjelöléseként.